# 特木科体育俱乐部
特木科体育俱乐部（Deportes Temuco）是智利足球俱乐部，位于特木科。现为智利足球甲B級聯賽球队。
俱乐部创建于1965年3月20日，当时球队合并了绿十字俱乐部，1984年之前俱乐部的名字叫做绿十字特木科。而绿十字俱乐部创建于1942年3月18日。

## 球队荣誉
- 智利足球甲级联赛:1945 (绿十字时期)

- 智利足球乙级联赛: 1960和1963 (绿十字时期) 1991和2001 (特木科时期)

- 乙级联赛春季 1987年